# Tuntang

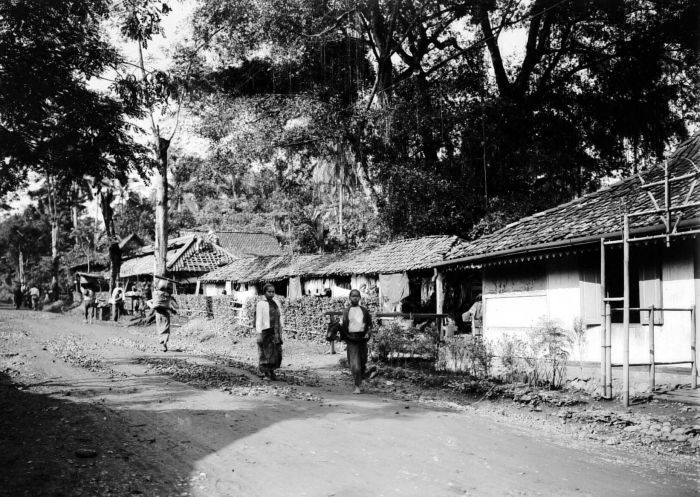
Tuntang en 1918

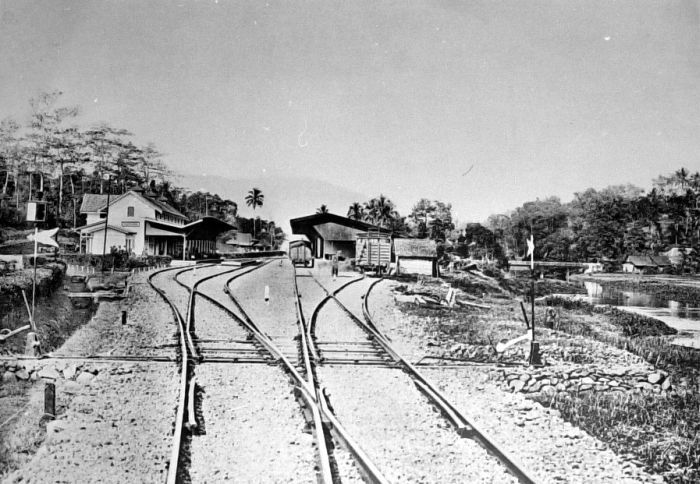
La gare de Tuntang dans les années 1910

Tuntang est un kecamatan (district) du kabupaten de Semarang dans province de Java central en Indonésie.
En 1876, Rimbaud est descendu de la gare de Tuntang pour rejoindre la garnison de Salatiga de la KNIL, l'armée coloniale néerlandaise, dans laquelle il s'était engagé comme mercenaire.